# Wojciech Fortuna
Wojciech Fortuna (Zakopane, 6 agosto 1952) è un ex saltatore con gli sci polacco.

## Palmarès
Olimpiadi
- 1 medaglia:
  - 1 oro (trampolino lungo a Sapporo 1972).